# Cristian Brandi
Cristian Brandi (* 10. Juni 1970 in Brindisi) ist ein ehemaliger italienischer Tennisspieler.

## Leben
Brandi wurde 1988 Tennisprofi und spezialisierte sich früh auf das Herrendoppel. Seinen ersten von insgesamt zwölf Titeln auf der ATP Challenger Tour errang er 1990 in Venedig. 1992 stand er erstmals im Doppelfinale eines ATP-Turniers, unterlag jedoch in San Marino an der Seite von Federico Mordegan gegen die Schweden Nicklas Kulti und Mikael Tillström. Seinen ersten Karrieretitel gewann er 1994 in kampflos kampflos, da die Finalgegner Richard Krajicek und Menno Oosting nicht antraten. Seinen zweiten und letzten Doppeltitel auf der ATP World Tour holte er 1997 an der Seite von Filippo Messori in San Marino. Im Laufe seiner Karriere stand er in insgesamt acht Finalpartien auf der ATP Tour sowie im Finale des International-Series-Gold-Turniers von Barcelona, welches er an der Seite von Massimo Bertolini gegen Paul Haarhuis und Jewgeni Kafelnikow verlor. Die höchste Notierung in der Tennisweltrangliste erreichte er 1989 mit Position 544 im Einzel sowie 2000 mit Position 50 im Doppel.
Im Einzel konnte er sich nie für ein Grand-Slam-Turnier qualifizieren. In der Doppelkonkurrenz waren seine besten Ergebnisse Drittrundenteilnahmen bei den French Open 1997 sowie in Wimbledon 1995 und 2000. Auch im Mixed trat er bei diesen beiden Turnieren an, scheiterte jedoch jeweils in der ersten Runde.
Brandi spielte zwischen 1994 und 1995 drei Doppelpartien für die italienische Davis-Cup-Mannschaft. An der Seite von Stefano Pescosolido gewann er zwei seiner Partien, das Spiel gegen Jared Palmer und Richey Reneberg im Viertelfinale der Weltgruppe 1995 ging jedoch verloren. Dies war gleichsam sein größter Erfolg mit der Mannschaft als auch sein letztes Spiel im Davis Cup.

## Erfolge
| Legende (Anzahl der Siege)                       |
| Grand Slam                                       |
| Tennis Masters Cup ATP World Tour Finals         |
| ATP Masters Series ATP World Tour Masters 1000   |
| ATP International Series Gold ATP World Tour 500 |
| ATP International Series ATP World Tour 250 (2)  |
| ATP Challenger Series (12)                       |

| ATP-Titel nach Belag |
| Hartplatz (0)        |
| Sand (2)             |
| Rasen (0)            |
| Teppich (0)          |

### Doppel

#### Turniersiege

##### ATP Tour
| Nr. | Datum           | Turnier    | Belag | Partner           | Finalgegner                    | Ergebnis |
| --- | --------------- | ---------- | ----- | ----------------- | ------------------------------ | -------- |
| 1.  | 3. April 1994   | Estoril    | Sand  | Federico Mordegan | Richard Krajicek Menno Oosting | kampflos |
| 2.  | 10. August 1997 | San Marino | Sand  | Filippo Messori   | Brandon Coupe David Roditi     | 7:5, 6:4 |

##### Challenger Tour
| Nr. | Datum              | Turnier         | Belag   | Partner           | Finalgegner                       | Ergebnis       |
| --- | ------------------ | --------------- | ------- | ----------------- | --------------------------------- | -------------- |
| 1.  | 9. September 1990  | Venedig (1)     | Sand    | Federico Mordegan | Henrik Holm Nils Holm             | 6:1, 6:4       |
| 2.  | 6. Oktober 1991    | Syrakus         | Sand    | Massimo Boscatto  | Diego Nargiso Stefano Pescosolido | 3:6, 7:6, 7:6  |
| 3.  | 14. Oktober 1991   | Reggio Calabria | Sand    | Federico Mordegan | Massimo Boscatto Eugenio Rossi    | 7:5, 6:3       |
| 4.  | 21. März 1993      | Bergamo         | Teppich | Cristiano Caratti | Sander Groen Arne Thoms           | 4:6, 6:4, 6:1  |
| 5.  | 1. April 1993      | Parioli         | Sand    | Federico Mordegan | Sean Cole Jon Ireland             | 6:3, 7:5       |
| 6.  | 11. September 1994 | Venedig (2)     | Sand    | Federico Mordegan | Tomas Nydahl Simon Youl           | 6:3, 4:6, 6:3  |
| 7.  | 10. September 1995 | Meran           | Sand    | Igor Gaudi        | Giorgio Galimberti Federico Rovai | 7:6, 6:3       |
| 8.  | 18. August 1996    | Posen           | Sand    | Filippo Messori   | Devin Bowen David Roditi          | 6:3, 6:4       |
| 9.  | 20. Oktober 1996   | Mallorca        | Sand    | Filippo Messori   | Dominik Hrbatý David Škoch        | 7:6, 6:2       |
| 10. | 11. Juli 1998      | Ostende         | Sand    | Filippo Messori   | Diego del Río Vincenzo Santopadre | 4:6, 6:2, 6:3  |
| 11. | 19. August 2001    | Brixen          | Sand    | Massimo Bertolini | Stephen Huss Lee Pearson          | 7:5, 6:3       |
| 12. | 31. März 2002      | Barletta        | Sand    | Massimo Bertolini | Renzo Furlan Uros Vico            | 4:6, 6:3, 7:64 |

#### Finalteilnahmen
| Nr. | Datum              | Turnier        | Belag | Partner           | Finalgegner                      | Ergebnis      |
| --- | ------------------ | -------------- | ----- | ----------------- | -------------------------------- | ------------- |
| 1.  | 2. August 1992     | San Marino     | Sand  | Federico Mordegan | Nicklas Kulti Mikael Tillström   | 2:6, 2:6      |
| 2.  | 20. März 1994      | Casablanca (1) | Sand  | Federico Mordegan | David Adams Menno Oosting        | 3:6, 4:6      |
| 3.  | 9. Oktober 1994    | Athen          | Sand  | Federico Mordegan | Luis Lobo Javier Sánchez         | 7:5, 1:6, 4:6 |
| 4.  | 29. September 1996 | Palermo        | Sand  | Emilio Sánchez    | Andrew Kratzmann Marcos Ondruska | 6:7, 4:6      |
| 5.  | 29. März 1998      | Casablanca (2) | Sand  | Filippo Messori   | Andrea Gaudenzi Diego Nargiso    | 4:6, 6:7      |
| 6.  | 18. April 1999     | Barcelona      | Sand  | Massimo Bertolini | Paul Haarhuis Jewgeni Kafelnikow | 5:7, 3:6      |
| 7.  | 2. Mai 1999        | München        | Sand  | Massimo Bertolini | Daniel Orsanic Mariano Puerta    | 6:7, 6:3, 6:7 |
| 8.  | 1. August 1999     | Umag           | Sand  | Massimo Bertolini | Mariano Puerta Javier Sánchez    | 6:3, 2:6, 3:6 |
| 9.  | 14. Juli 2002      | Gstaad         | Sand  | Massimo Bertolini | Joshua Eagle David Rikl          | 6:75, 4:6     |